# Mariah Carey (DVD)
A Mariah Carey (megjelent Here Is Mariah Carey címen is) Mariah Carey amerikai énekesnő harmadik DVD/videokiadványa. Egy koncertfelvételt tartalmaz Carey 1993. július 14-ei koncertjéről, melyet a New York állambeli Schenectady városában, a Proctor’s Theatre-ben adott. Eredetileg videókazettán jelent meg 1993 végén; a DVD-változatot 2006. szeptember 12-én adták ki.
A műsort eredetileg hálaadásnapi tévéműsorként adták, és Carey az akkoriban megjelent harmadik stúdióalbumát, a Music Boxot reklámozta vele. Erről az albumról négy dalt adott elő (Dreamlover, Hero, Without You, Anytime You Need a Friend), ezeket ezen a koncerten adta elő először nyilvánosan. Előadta öt korábbi dalát is (Vision of Love, Love Takes Time, Someday, Emotions, Make It Happen). Ezek mellett leadták egy korábban felvett duettjét is Trey Lorenzzel, az I’ll Be There-t; ezt szintén a Proctor’s Theatre-ben vették fel. Ezek közül a dalok közül Carey többet is előadott később a Music Box turnén is.
A Hero című dal hivatalos videóklipjét ebből a felvételből vágták ki. A videókazettán és a DVD-n bónuszként szerepel a Dreamlover videóklipje is, melybe szintén kerültek át részletek a videókazettáról.

## Dalok
1. Emotions
2. Hero
3. Someday
4. Without You
5. Make It Happen
6. Dreamlover
7. Love Takes Time
8. Anytime You Need a Friend
9. Vision of Love
10. I’ll Be There
11. Dreamlover (videóklip)

Az egyes dalok közt jeleneteket láthatunk Mariah életéből: a Hero és a Someday között a háttérénekesnői beszélnek róla, a Make It Happen előtt Mariah és az édesanyja, Patricia beszélnek, a Dreamlover előtt Mariah arról beszél, hogy szereti a vidéki életet (innen kerültek be részletek a dal videóklipjébe), az Anytime You Need a Friend előtt két barátnőjével (Jennifer és Josephine) mókázik, a Vision of Love előtt is a barátairól és az iskolaéveiről beszél, az I’ll Be There után pedig a dalszerzésről. A végén a Now That I Know című dal is hallható.

## Helyezések
| Slágerlista                   | Legmagasabb helyezés | Minősítés    | Elkelt példányszám |
| ----------------------------- | -------------------- | ------------ | ------------------ |
| Francia zenei DVD-slágerlista |                      | Aranylemez   | 10 000             |
| USA Billboard Top Music Video | 4                    | Platinalemez | 100 000            |